# Aeoloplides
Aeoloplides es un género de saltamontes perteneciente a la subfamilia Melanoplinae de la familia Acrididae, y está asignado a la tribu Melanoplini. Este género se distribuye en Estados Unidos.

## Especies
Las siguientes especies pertenecen al género Aeoloplides:
- Aeoloplides californicus (Scudder, 1897)
- Aeoloplides chenopodii (Bruner, 1894)
- Aeoloplides elegans (Scudder, 1897)
- Aeoloplides fratercula (Hebard, 1919)
- Aeoloplides fuscipes (Scudder, 1897)
- Aeoloplides minor (Bruner, 1904)
- Aeoloplides rotundipennis Wallace, 1955
- Aeoloplides tenuipennis (Scudder, 1897)
- Aeoloplides turnbulli (Thomas, 1872)